# 艾斯巴赫
艾斯巴赫是奥地利施蒂利亚州格拉茨城郊县的一个市镇。总面积41.45平方公里，总人口2903人，人口密度70.0人/平方公里（2001年）。